# Eugenia rufo-fulva
Eugenia rufo-fulva là một loài thực vật thuộc họ Myrtaceae. Đây là loài đặc hữu của Sri Lanka.